# Javi Martínez
Javier Martínez Aguinaga (Ayegui, Navarra, 2 de septiembre de 1988), conocido como Javi Martínez, es un futbolista español que se desempeña como defensa central o centrocampista defensivo. Actualmente juega en el Al Bidda SC de la Segunda División de Catar.
Se inició como futbolista en diversos clubes de La Rioja y Navarra, hasta llegar a la cantera del CA Osasuna en 2001. En 2006, con solo 17 años, fichó por el Athletic Club, que abonó su cláusula de rescisión de seis millones de euros. El 27 de agosto de 2006 debutó en Primera División, en un derbi vasco frente a la Real Sociedad (1-1), en San Mamés. En la temporada 2011-12, en la que jugó como defensa central, fue subcampeón de la UEFA Europa League y de la Copa del Rey. Tras seis temporadas en el club bilbaíno, en agosto de 2012, el F. C. Bayern de Múnich pagó su cláusula de rescisión valorada en 40 millones de euros. El 2 de septiembre de 2012 debutó con el Bayern, en el Allianz Arena, frente al Stuttgart con un resultado final de 6-1. Con el equipo alemán logró más de veinte trofeos, incluyendo dos tripletes en 2013 y 2020. Además, es el futbolista navarro con más títulos de la historia al haber logrado 26 títulos oficiales entre clubes y selección.
Con la selección española fue campeón de la Copa Mundial de Fútbol de 2010 y de la Eurocopa 2012 y, en categorías inferiores, de la Eurocopa Sub-19 de 2007 y de la Eurocopa Sub-21 de 2011, en la que fue capitán. También fue capitán de la selección olímpica en los Juegos Olímpicos de Londres 2012. El 29 de mayo de 2010 debutó con la selección absoluta, en el Estadio Tivoli Neu de Austria, contra Arabia Saudita.

## Trayectoria como jugador

### Inicios
Javi Martínez comenzó a jugar al fútbol con cinco años en la localidad natal de su padre, Logroño, en las filas del CD Berceo. A los siete años empezó a jugar en las categorías inferiores del Club Deportivo Logroñés, donde estuvo otras dos temporadas; antes de incorporarse al CD Arenas de su localidad, Ayegui, por motivos de comodidad ya que la autovía que comunica ambas localidades aún no existía y el trayecto era mucho más largo.
En el año, 2000 se incorporó al CD Izarra de Estella, antes de pasar a la cantera de Osasuna en el año 2001. En la campaña 2005-06, el entrenador Cuco Ziganda, su principal valedor, le subió al Osasuna Promesas, convirtiéndose así en el jugador más joven de la Segunda División B.

### Athletic Club

#### Temporada 2006/2007
El 2 de julio de 2006, Athletic Club y Osasuna llegaron a un acuerdo por Javi Martínez, en el que el club rojiblanco abonó al navarro su cláusula de rescisión de 6 millones de euros, una cifra bastante alta para algunos críticos, teniendo en cuenta la juventud del jugador y la inexperiencia en Primera División. Aquel día de principios de julio, Javi saltó directamente desde la 2.ªB a Primera División y se convirtió, de un plumazo, en el jugador más joven de esta categoría y en la gran esperanza del club de Ibaigane. Su fichaje fue recomendado por el propio Ziganda, basándose en que veía en él una apuesta de futuro y una promesa futbolística, llegando incluso a compararlo con Patrick Vieira, que además era uno de los ídolos y referentes del ayeguino.
Martínez debutó con el Athletic Club en Liga el 27 de agosto de 2006, frente a la Real Sociedad en San Mamés (1-1). El 17 de septiembre marcó su primer gol en la derrota ante el Atlético de Madrid (1-4). A pesar de debutar a la temprana edad de 17 años, Javi Martínez fue una de las pocas noticias agradables del Athletic durante la campaña 2006/07, ya que fueron tres los entrenadores que en un mismo año pasaron por el club; Javier Clemente, Félix Sarriugarte y José Manuel Esnal "Mané". Martínez era una pieza básica en el centro del campo, donde demostró una gran madurez y un elevado nivel de adaptación, ya que llegó a jugar hasta con cuatro compañeros distintos: Murillo, Iraola, Orbaiz y Ustaritz debido a la plaga de lesiones que asoló al equipo en ese momento. En su primera temporada jugó 36 partidos y marcó tres goles, destacando los dos goles que consiguió frente al Deportivo de La Coruña, en la victoria de su equipo por 0-2 en diciembre de 2006.

#### Temporada 2007/2008

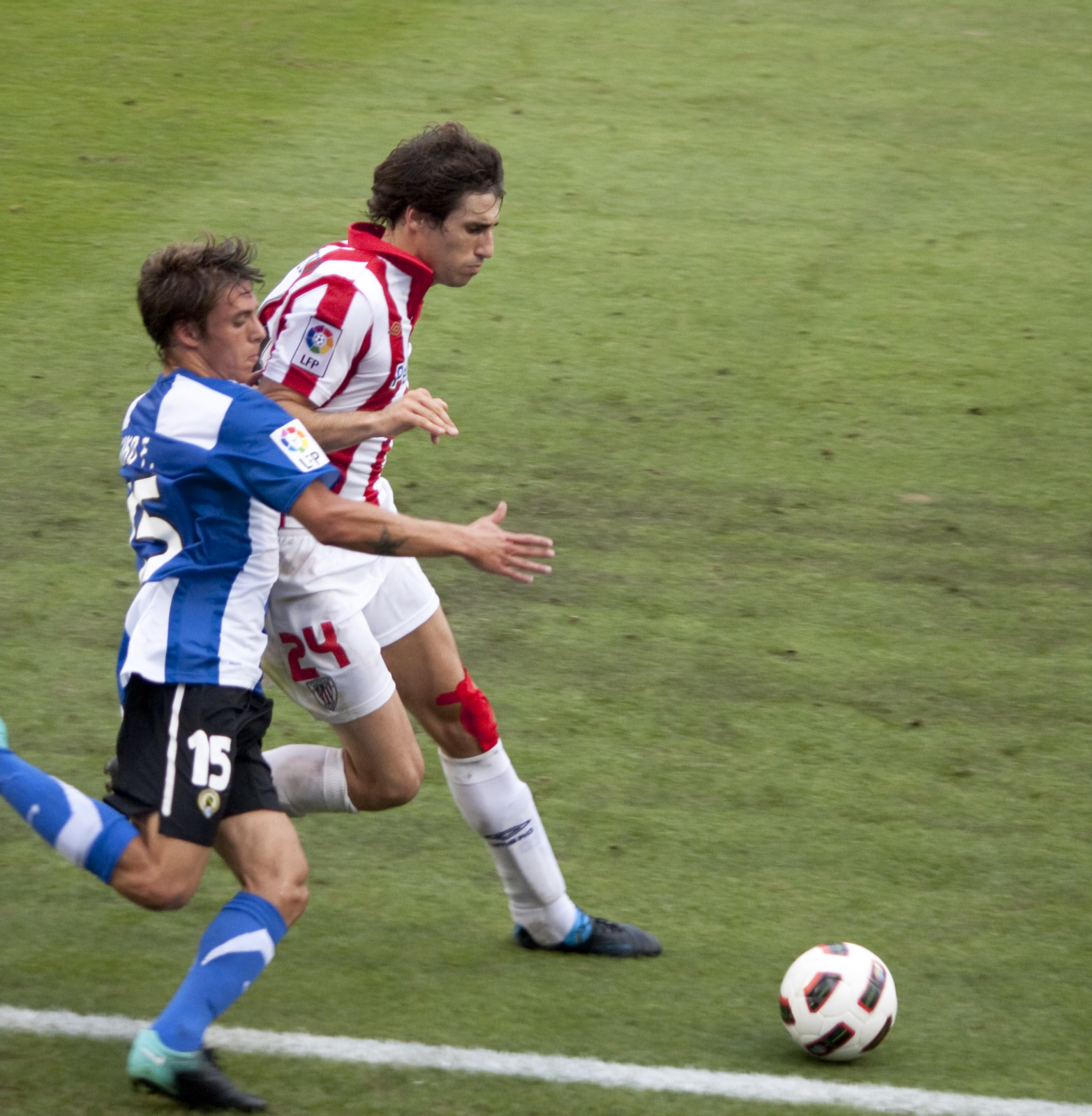
Javi Martínez, con el dorsal 24 del Athletic Club, peleando un balón con Kiko Femenía.

En la temporada 2007/08, con la llegada del entrenador Joaquín Caparrós y varios refuerzos importantes como Gorka Iraizoz, Aitor Ocio o David López, Javi Martínez continuó siendo un jugador indiscutible en el once titular. Acabó la campaña con 36 partidos jugados y un gol.

#### Temporada 2008/2009
En la temporada 2008/09 sus cifras goleadores se dispararon hasta los seis goles, alguno de ellos tan importante como el logrado en la vuelta de semifinales de Copa ante el Sevilla (3-0), que dio el pase a la final de Copa del Rey. El 13 de mayo disputó la final de Copa que acabó en derrota ante el FC Barcelona (1-4). A pesar de la derrota, el equipo se clasificó para la primera edición de la Liga Europa. Su buen hacer en el centro del campo hizo que empezara a llamar la atención de varios clubes ingleses.

#### Temporada 2009/2010
En su cuarto año en primera, en la temporada 2009/10, el futbolista navarro terminó de demostrar su capacidad goleadora al marcar nueve goles entre todas las competiciones disputadas, llegando anotar dos goles de penalti en la eliminatoria previa ante el Tromsø. Su gol más destacado fue un tanto bautizado como el triciclo, en un doblete ante la UD Almería, después de una gran acción individual regateando a tres rivales. Su gran temporada hizo que algunos grandes clubes, como el Real Madrid o el Manchester City se fijaran en él, aunque el Athletic Club y su presidente Fernando García Macua se negaron a negociar y remitió a los clubes a la cláusula del futbolista.

#### Temporada 2010/2011
En la temporada 2010/11, después de proclamarse campeón del mundo con España en Sudáfrica, siguió siendo indispensable en el centro del campo del equipo vasco. En el mes de enero marcó en tres jornadas consecutivas, por primera vez en su carrera, ante Málaga, Racing y Hércules. El 11 de mayo de 2011 renovó su contrato hasta el 2016 y aumentó su cláusula de rescisión a 40 millones de euros. El equipo acabó la temporada logrando el objetivo de clasificarse para la Liga Europa.

#### Temporada 2011/2012
Durante ese verano, hubo un cambio de presidente en el Athletic; que llevó a sustituir a Caparrós por Marcelo Bielsa. El entrenador argentino decidió situar al centrocampista como defensa central gracias a su buena salida de balón y capacidad aérea. El Athletic alcanzó la final de la Copa del Rey y de la Liga Europa tras 35 años sin hacerlo, eliminando a equipos como el Paris Saint-Germain, Lokomotiv, Manchester United, Schalke 04 y Sporting de Portugal. Finalmente, el equipo quedó subcampeón en ambos torneos. El jugador navarro disputó 54 partidos y marcó cuatro goles.
Javi se incorporó más tarde a la pretemporada 2012-13 con el Athletic Club, después de haber disputado la Eurocopa y los Juegos Olímpicos con la selección. El 15 de agosto, en su segundo partido de pretemporada, se marchó del Estadio de Lasesarre en el descanso del encuentro que les enfrentaba al Barakaldo CF. Poco después, la prensa publicó que el Bayern de Múnich estaba dispuesto a abonar la cláusula de rescisión para ficharle. Finalmente, el 28 de agosto de 2012, pasó el pertinente examen médico previo a su fichaje por el Bayern Múnich.

### Bayern de Múnich

#### Temporada 2012/2013
El Bayern de Múnich abonó los 40 millones de euros de cláusula por el jugador, en la sede de la LFP, el 29 de agosto de 2012, liberándolo de su contrato con el Athletic y convirtiéndose en el fichaje más caro en la historia del club bávaro y de la Bundesliga, además del tercer mayor traspaso de un futbolista español en la historia. El jugador firmó con la entidad muniquesa, un contrato por cinco temporadas hasta el 30 de junio de 2017, a razón de tres millones de euros netos por cada una de ellas.
El 30 de agosto de 2012, Martínez fue oficialmente presentado como nuevo jugador del Bayern de Múnich, en rueda de prensa, y después en el Estadio Allianz Arena arropado por su familia, por el director deportivo Matthias Sammer y su nuevo entrenador Jupp Heynckes. El «Kaiser de Ayegui», como le apodan por tierras alemanas, fue presentado con el dorsal «8».
El 2 de septiembre de 2012, el día de su cumpleaños, el centrocampista navarro debutó con el club bávaro en el Allianz Arena frente al Stuttgart en el minuto 73' para sustituir a Bastian Schweinsteiger cuando el equipo ya ganaba 6-1, comenzado así la 1. Bundesliga 2012/13. El 8 de septiembre salta la valla del recinto deportivo de entrenamiento de su antiguo club para, supuetamente, recoger unas petenencias olvidadas en su taquilla. El jugador fue reducido por la seguridad del club. El 16 de septiembre, Martínez disputó su primer partido de Liga de Campeones con el Bayern en la fase de grupos frente al Valencia Club de Fútbol en el Allianz Arena, debutando como titular en el equipo, venciendo por 2-1. El 24 de noviembre, anotó su primer gol en la Bundesliga de chilena para abrir el marcador ante el Hannover 96, en un partido que finalizaría con una goleada por 5-0.
El 6 de abril de 2013 y a falta de seis jornadas de finalizar la temporada, Javi Martínez se coronó campeón, con el Bayern Múnich, de la 50.ª edición de la Bundesliga, convirtiéndose en el campeón más tempranero de la Bundesliga de la historia y de haber liderado el campeonato desde el principio. El 25 de mayo se proclamó con el FC Bayern campeón de la Liga de Campeones de la UEFA 2012-13 tras imponerse al Borussia Dortmund (1-2) en la final. El 1 de junio logró el título de Copa al vencer al Stuttgart por 3-2. Así, en su primera temporada en el club bávaro logró un histórico triplete. En su primera temporada en el club alemán jugó en el centro del campo junto a Bastian Schweinsteiger.

#### Temporada 2013/2014
El 30 de agosto marcó el gol del empate de la final de la Supercopa de Europa ante el Chelsea, en el último minuto de la prórroga. Finalmente, el equipo de Pep Guardiola venció en la tanda de penaltis al conjunto dirigido por José Mourinho. Después de la final, pasó dos meses de baja por una lesión de abductores de la que tuvo que ser operado. Durante la temporada jugó habitualmente como central, aunque también jugó en el centro del campo. En su segunda campaña en el club alemán obtuvo cuatro títulos al lograr la Supercopa de Europa, ya mencionada, el Mundial de Clubes, la Bundesliga y la Copa de Alemania.

#### Temporada 2014/2015
El 13 de agosto se lesionó los ligamentos cruzados de la rodilla izquierda en un partido por la Supercopa alemana contra el Borussia Dortmund, en un choque en el área con el defensa Marcel Schmelzer. Su equipo terminó perdiendo 2-0. A su regreso solo pudo disputar dos partidos más, conquistando su tercera Bundesliga.

#### Temporada 2015/2016
No pudo iniciar la temporada por nuevos problemas en la rodilla izquierda. Posteriormente, estuvo de baja los meses de febrero y marzo por una lesión de menisco en la rodilla izquierda. En su cuarta temporada en el club alemán obtuvo dos títulos más, la Bundesliga y la Copa de Alemania.

#### Temporada 2016/2017
En esta temporada, bajo las órdenes de Carlo Ancelotti, pudo dejar atrás las lesiones de rodilla de temporadas anteriores. Sin embargo, acumuló varias lesiones musculares en los primeros meses de la temporada y una fractura de su clavícula izquierda en mayo. Fue titular la mayor parte de la temporada como central, junto a Mats Hummels, disputando 37 partidos en los que anotó dos goles. En su quinta temporada logró la Bundesliga y la Supercopa de Alemania.

#### Temporada 2017/2018
Con el regreso de Jupp Heynckes en octubre, el jugador navarro regresó al centro del campo después de haber jugado como defensa en las anteriores temporadas. El 25 de noviembre, en un partido frente al Borussia Mönchengladbach, fue capitán por primera vez del equipo bávaro, convirtiéndose en el primer capitán español de la historia del club. El 7 de abril se proclamó, por sexta vez consecutiva, campeón de la Bundesliga.

#### Temporada 2018/2019
Inició la campaña como titular en el centro del campo y logrando el título de la Supercopa de Alemania al vencer por 5-0 al Eintracht Frankfurt. El 23 de octubre marcó el primer gol del partido, con un remate de volea, en un triunfo ante el AEK por 0-2. Cinco meses después, en plena lucha por el título de Bundesliga, marcó el único gol del partido ante el Hertha de Berlín al rematar un saque de esquina de James Rodríguez. Una semana después abrió el marcador, con un cabezazo, en la goleada (1-5) ante el Mönchengladbach.

#### Temporada 2019/2020
En su octava temporada, su participación se redujo hasta los 24 encuentros oficiales, ya que tuvo varias lesiones musculares. Si bien, acabó la temporada conquistando su segundo Triplete con el club al igual que Manuel Neuer, Jérôme Boateng, Thomas Müller y David Alaba.

#### Temporada 2020/2021
El 24 de septiembre saltó al campo en el minuto 100, en la prórroga de la final de la Supercopa de Europa, frente al Sevilla FC. Cuatro minutos después, anotó el gol del triunfo con un remate de cabeza al aprovechar el despeje del guardameta sevillista. El 30 de septiembre fue titular en la final de la Supercopa de Alemania, en la que derrotaron al Borussia Dortmund (3-2).

#### Temporada 2021-2022
El 20 de junio de 2021 fichó por el club Qatar SC de la Qatar Stars League.

## Selección nacional

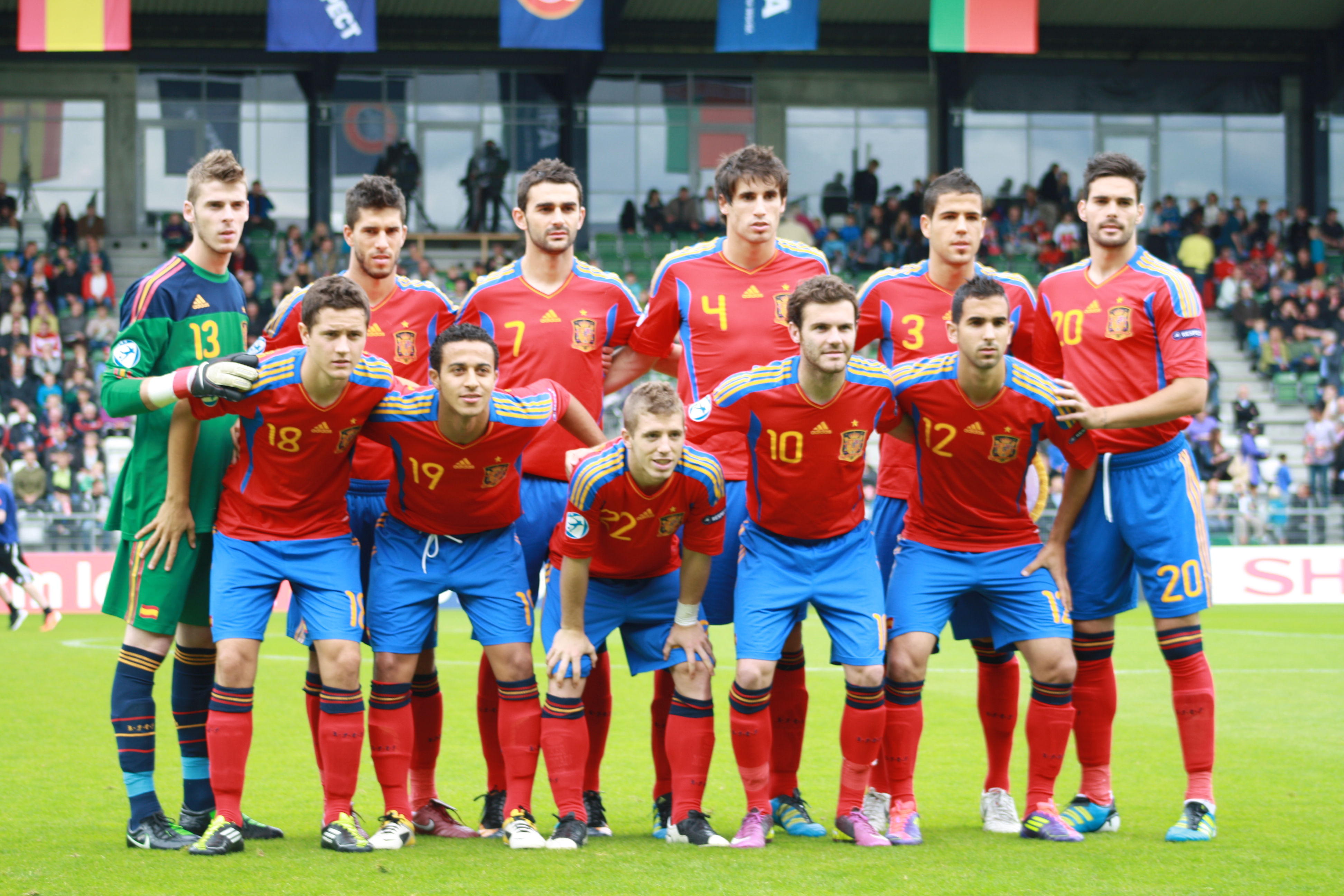
Javi Martínez, capitán de la selección sub-21.

### Categoría inferiores y selección olímpica.
Ha sido internacional en las categorías inferiores de la selección española. Es campeón de la Eurocopa Sub-19 de 2007 y campeón con la selección sub-21, de la que fue capitán, de la Eurocopa Sub-21 de 2011. Además, disputó con la selección olímpica los Juegos Olímpicos de Londres 2012.

### Categoría absoluta

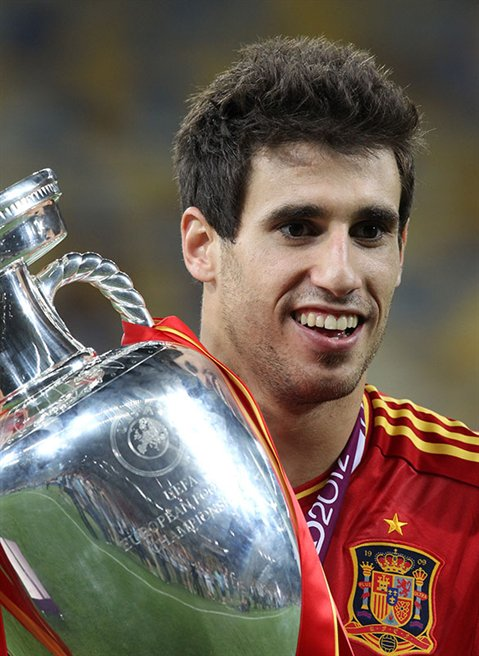
Javi Martínez junto al trofeo de campeón de la Eurocopa 2012.

El 29 de mayo de 2010 fue convocado, por primera vez, con la selección española absoluta, bajo las órdenes del entrenador Vicente del Bosque para disputar un partido amistoso de preparación para la Copa del Mundo contra Arabia Saudita, debutando en la categoría al sustituir Xavi.
El 20 de mayo de 2010 fue convocado para el Mundial de Sudáfrica 2010, debutando el día 25 de junio de 2010, en el último partido de fase de grupos que enfrentó a España contra Chile. Javi entró en el minuto 72' sustituyendo a Xabi Alonso ganando España por 2-1 y pasando como primera de grupo a los octavos de final. Finalmente, tras derrotar a Portugal, Paraguay y Alemania, se coronó Campeón del Mundo junto a la selección española de fútbol venciendo a Países Bajos en la final por 0-1.
En mayo de 2012, Martínez fue nombrado por Vicente del Bosque en la lista oficial de seleccionados para disputar la Eurocopa 2012 en Ucrania y Polonia, en la que la selección de Fútbol de España resultó vencedora frente a Italia, el 1 de julio de 2012, en el Estadio Olímpico de Kiev. Durante el torneo solo disputó un partido, frente a Irlanda el 14 de junio de 2012 en el Estadio Arena Gdansk de Gdansk al sustituir a Xabi Alonso en el minuto 65' del partido.
En octubre de 2012, tras su fichaje en el Bayern, volvió a ser convocado para disputar la clasificación para el Mundial de Fútbol de 2014.

### Campeonatos en los que ha sido convocado

#### Participaciones en Juegos Olímpicos
| Torneo                   | Sede    | Resultado      |
| ------------------------ | ------- | -------------- |
| Juegos Olímpicos de 2012 | Londres | Fase de grupos |

#### Participaciones en Eurocopas
| Eurocopa                | Sede              | Resultado |
| ----------------------- | ----------------- | --------- |
| Eurocopa Sub-19 de 2007 | Austria           | Campeón   |
| Eurocopa Sub-21 de 2011 | Dinamarca         | Campeón   |
| Eurocopa 2012           | Polonia y Ucrania | Campeón   |

#### Participaciones en Copas del Mundo
| Mundial                | Sede      | Resultado      |
| ---------------------- | --------- | -------------- |
| Mundial de Fútbol 2010 | Sudáfrica | Campeón        |
| Mundial de Fútbol 2014 | Brasil    | Fase de grupos |

## Clubes
| Club              | País     | División                  | Año         |
| ----------------- | -------- | ------------------------- | ----------- |
| Osasuna Promesas  | España   | Segunda División B        | 2005 - 2006 |
| Athletic Club     | España   | Primera División          | 2006-2012   |
| Bayern de Múnich  | Alemania | Bundesliga                | 2012-2021   |
| Qatar Sports Club | Catar    | Qatar Stars League        | 2021-2025   |
| Al Bidda SC       | Catar    | Segunda División de Catar | 2025-Act.   |

## Estadísticas
Actualizado al último partido disputado el 22 de mayo de 2021.
| Equipo                      | Div.          | Temporada     | Liga  | Liga  | Copas Nacionales | Copas Nacionales | Copas Internacionales | Copas Internacionales | Otros | Otros | Total | Total |
| Equipo                      | Div.          | Temporada     | Part. | Goles | Part.            | Goles            | Part.                 | Goles                 | Part. | Goles | Part. | Goles |
| --------------------------- | ------------- | ------------- | ----- | ----- | ---------------- | ---------------- | --------------------- | --------------------- | ----- | ----- | ----- | ----- |
| Osasuna Promesas España     | 2.B           | 2005-06       | 32    | 3     | -                | -                | -                     | -                     | -     | -     | 32    | 3     |
| Osasuna Promesas España     | Total club    | Total club    | 32    | 3     | -                | -                | -                     | -                     | -     | -     | 32    | 3     |
| Athletic Club España        | 1.ª           | 2006-07       | 35    | 3     | 1                | 0                | -                     | -                     | -     | -     | 36    | 3     |
| Athletic Club España        | 1.ª           | 2007-08       | 34    | 1     | 2                | 0                | -                     | -                     | -     | -     | 36    | 1     |
| Athletic Club España        | 1.ª           | 2008-09       | 32    | 5     | 9                | 1                | -                     | -                     | -     | -     | 41    | 6     |
| Athletic Club España        | 1.ª           | 2009-10       | 34    | 6     | 1                | 1                | 11                    | 2                     | 0     | 0     | 46    | 9     |
| Athletic Club España        | 1.ª           | 2010-11       | 35    | 4     | 3                | 0                | -                     | -                     | -     | -     | 38    | 4     |
| Athletic Club España        | 1.ª           | 2011-12       | 31    | 4     | 9                | 0                | 14                    | 0                     | -     | -     | 54    | 4     |
| Athletic Club España        | Total club    | Total club    | 201   | 23    | 25               | 2                | 25                    | 2                     | 0     | 0     | 251   | 27    |
| Bayern de Múnich · Alemania | 1.ª           | 2012-13       | 27    | 3     | 5                | 0                | 11                    | 0                     | -     | -     | 43    | 3     |
| Bayern de Múnich · Alemania | 1.ª           | 2013-14       | 18    | 0     | 5                | 0                | 10                    | 0                     | 1     | 1     | 34    | 1     |
| Bayern de Múnich · Alemania | 1.ª           | 2014-15       | 1     | 0     | 1                | 0                | 1                     | 0                     | -     | -     | 3     | 0     |
| Bayern de Múnich · Alemania | 1.ª           | 2015-16       | 16    | 1     | 3                | 0                | 8                     | 0                     | -     | -     | 27    | 1     |
| Bayern de Múnich · Alemania | 1.ª           | 2016-17       | 25    | 1     | 5                | 1                | 7                     | 0                     | -     | -     | 37    | 2     |
| Bayern de Múnich · Alemania | 1.ª           | 2017-18       | 22    | 1     | 5                | 0                | 10                    | 1                     | -     | -     | 37    | 2     |
| Bayern de Múnich · Alemania | 1.ª           | 2018-19       | 21    | 3     | 6                | 0                | 6                     | 1                     | -     | -     | 33    | 4     |
| Bayern de Múnich · Alemania | 1.ª           | 2019-20       | 16    | 0     | 1                | 0                | 7                     | 0                     | -     | -     | 24    | 0     |
| Bayern de Múnich · Alemania | 1.ª           | 2020-21       | 19    | 0     | 2                | 0                | 8                     | 0                     | 1     | 1     | 30    | 1     |
| Bayern de Múnich · Alemania | Total club    | Total club    | 165   | 9     | 32               | 1                | 68                    | 2                     | 2     | 2     | 268   | 14    |
| Total carrera               | Total carrera | Total carrera | 398   | 35    | 57               | 3                | 93                    | 5                     | 2     | 2     | 551   | 44    |

1. ↑  Incluye datos de:
  - Segunda División B; (2005/06).
  - Primera División; 2006/07), (2007/08), (2008/09), (2009/10), (2010/11), (2011/12).
  - Bundesliga;
2. ↑  Incluye datos de:
  - Copa del Rey; (2006/07), (2007/08), (2008/09), (2009/10), (2010/11), (2011/12).
  - DFB Pokal;
  - DFL Supercup
3. ↑  Incluye datos de:
  - UEFA Europa League.
  - UEFA Champions League.
  - Mundial de Clubes.
4. ↑  Incluye datos de:
  - Supercopa de España; (2009/10).

### Selección nacional
| Selección | Copa del Mundo | Copa del Mundo | Eurocopa | Eurocopa | Clasificación Eurocopa | Clasificación Eurocopa | Copa Confederaciones | Copa Confederaciones | Clasificación Mundial | Clasificación Mundial | Amistosos | Amistosos | Total | Total |
| Selección | Part.          | Goles          | Part.    | Goles    | Part.                  | Goles                  | Part.                | Goles                | Part.                 | Goles                 | Part.     | Goles     | Part. | Goles |
| --------- | -------------- | -------------- | -------- | -------- | ---------------------- | ---------------------- | -------------------- | -------------------- | --------------------- | --------------------- | --------- | --------- | ----- | ----- |
| España    | 2              | 0              | 1        | 0        | 2                      | 0                      | 3                    | 0                    | 0                     | 0                     | 10        | 0         | 18    | 0     |

 Estadísticas actualizadas hasta el 5 de marzo de 2018.

## Palmarés

### Torneos nacionales
| Título                | Equipo           | País     | Año     |
| --------------------- | ---------------- | -------- | ------- |
| 1. Bundesliga         | Bayern de Múnich | Alemania | 2012-13 |
| Copa de Alemania      | Bayern de Múnich | Alemania | 2012-13 |
| 1. Bundesliga         | Bayern de Múnich | Alemania | 2013-14 |
| Copa de Alemania      | Bayern de Múnich | Alemania | 2013-14 |
| 1. Bundesliga         | Bayern de Múnich | Alemania | 2014-15 |
| 1. Bundesliga         | Bayern de Múnich | Alemania | 2015-16 |
| Copa de Alemania      | Bayern de Múnich | Alemania | 2015-16 |
| Supercopa de Alemania | Bayern de Múnich | Alemania | 2016    |
| 1. Bundesliga         | Bayern de Múnich | Alemania | 2016-17 |
| Supercopa de Alemania | Bayern de Múnich | Alemania | 2017    |
| 1. Bundesliga         | Bayern de Múnich | Alemania | 2017-18 |
| Supercopa de Alemania | Bayern de Múnich | Alemania | 2018    |
| 1. Bundesliga         | Bayern de Múnich | Alemania | 2018-19 |
| Copa de Alemania      | Bayern de Múnich | Alemania | 2018-19 |
| 1. Bundesliga         | Bayern de Múnich | Alemania | 2019-20 |
| Copa de Alemania      | Bayern de Múnich | Alemania | 2019-20 |
| Supercopa de Alemania | Bayern de Múnich | Alemania | 2020    |
| 1. Bundesliga         | Bayern de Múnich | Alemania | 2020-21 |

### Torneos internacionales
| Título                            | Equipo           | País              | Año     |
| --------------------------------- | ---------------- | ----------------- | ------- |
| Copa del Mundo                    | España           | Sudáfrica         | 2010    |
| Eurocopa                          | España           | Polonia y Ucrania | 2012    |
| Liga de Campeones de la UEFA      | Bayern de Múnich | Londres           | 2012-13 |
| Supercopa de Europa               | Bayern de Múnich | Praga             | 2013    |
| Copa Mundial de Clubes de la FIFA | Bayern de Múnich | Marruecos         | 2013    |
| Liga de Campeones de la UEFA      | Bayern de Múnich | Lisboa            | 2019-20 |
| Supercopa de Europa               | Bayern de Múnich | Budapest          | 2020    |
| Copa Mundial de Clubes de la FIFA | Bayern de Múnich | Catar             | 2020    |

### Torneos internacionales Sub
| Título         | Selección       | País      | Año  |
| -------------- | --------------- | --------- | ---- |
| Europeo Sub-19 | España (sub-19) | Austria   | 2007 |
| Europeo Sub-21 | España (sub-21) | Dinamarca | 2011 |

### Distinciones individuales
| Distinción                    | Año  |
| ----------------------------- | ---- |
| Once de Bronce Fútbol Draft   | 2006 |
| Once de Bronce Fútbol Draft   | 2007 |
| Once de Plata Fútbol Draft    | 2008 |
| Once de Oro Fútbol Draft      | 2009 |
| Jugador Revelación de la Liga | 2010 |

### Condecoraciones
| Distinción                                       | Año  |
| ------------------------------------------------ | ---- |
| Medalla de Oro - Real Orden del Mérito Deportivo | 2011 |

## Vida privada
Javier Martínez Aginaga nació en la localidad de Ayegui en la Merindad de Estella de la Comunidad Foral de Navarra, España el día 2 de septiembre de 1988. Es hijo de Fortu y Vicente y es el menor de cuatro hermanos, María, Cristina y Álvaro Martínez Aginaga, jugador de fútbol y su representante.
En julio de 2012 inauguró, en Ayegui, un nuevo bar y restaurante llamado Durban, propiedad de su familia.
En 2011, el campo de fútbol del Club Deportivo Arenas de Ayegui pasó a llamarse "Javi Martínez"